# 内格勒珀利斯
内格勒珀利斯（法語：Nègrepelisse，法語發音：[nɛɡʁəpəlis]）是法国奧克西塔尼大區塔恩-加龙省的一个市镇，属于蒙托邦区。

## 地理
内格勒珀利斯（44°4'31"N, 1°31'18"E）面积49.22 平方千米，位于法国奧克西塔尼大區塔恩-加龙省，该省份为法国西南部内陆省份，北起顺时针与洛特省、阿韦龙省、塔恩省、上加龙省、热尔省和洛特-加龙省接壤。
与内格勒珀利斯接壤的市镇（或旧市镇、城区）包括：阿尔比亚斯、比乌勒、布吕尼凯勒、凯拉克、蒙里库、圣艾蒂安德蒂尔蒙、瓦伊萨克、凯尔西地区皮加亚尔。

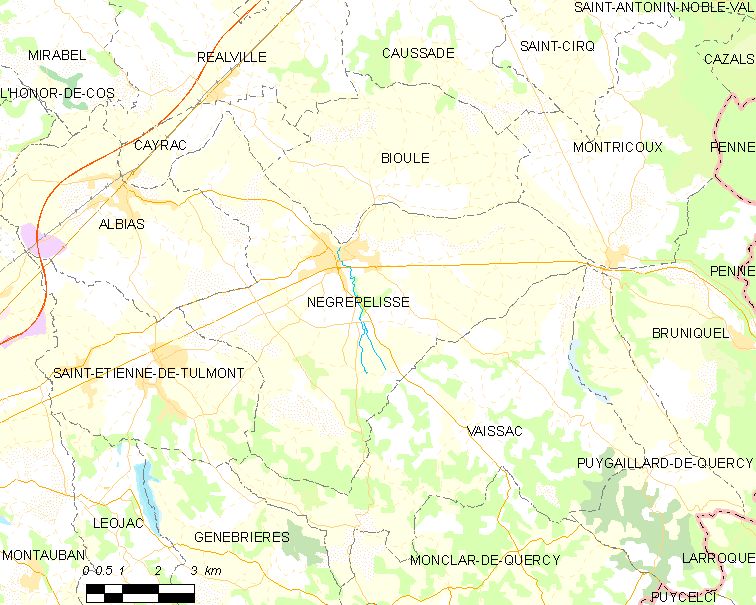
内格勒珀利斯的OSM定位图

内格勒珀利斯的时区为UTC+01:00、UTC+02:00（夏令时）。

## 行政
内格勒珀利斯的邮政编码为82800，INSEE市镇编码为82134。

## 政治
内格勒珀利斯所属的省级选区为阿韦龙-莱尔县。

## 人口

1962-2008年间内格勒珀利斯人口变化图示

内格勒珀利斯于2022年1月1日时的人口数量为5839人。